# غزدان (باتاوة)
غزدان (بالفارسية: گزدان) هي قرية تقع في إيران في قسم باتاوة الريفي. يقدر عدد سكانها بـ 254 نسمة بحسب إحصاء 2016.